# Герзау (округ)
Герзау (нім. Bezirk Gersau) — округ у Швейцарії в кантоні Швіц.
Адміністративний центр — Герзау.

## Громади
У таблиці наведено список громад округу станом на 2022 рік, населення та площа станом на 2019 рік.

| Українська назва | Оригінальна назва | Код BFS | Населення | Площа |
| ---------------- | ----------------- | ------- | --------- | ----- |
| Герзау           | Gersau            | 1311    | 2326      | 14,4  |